# Loutkov
Loutkov (deutsch Lautkau) ist eine Ortslage der Gemeinde Hořepník in Tschechien. Sie liegt 0,7 Kilometer nordöstlich von Hořepník und gehört zum Okres Pelhřimov.

## Geographie
Loutkov befindet sich am linken Ufer des Flüsschens Trnávka in der Želivská pahorkatina, einem Teil der Böhmisch-Mährischen Höhe. Nördlich erheben sich der Radějov (576 m), Na Skalce (536 m) und Vystrkov (565 m), im Nordosten der V Suchých (565 m) und Jezirko (515 m), südöstlich der Stráž (520 m) und  Čertova skála (609 m), südlich die Hůrka (554 m), im Westen der Šibeniční vrch (555 m) und nordwestlich der Bukovec (587 m). Durch den Ort führt die Staatsstraße I/129 zwischen Pacov und Křelovice.
Nachbarorte sind Krasolesí und Arneštovice im Norden, Křelovice im Nordosten, Červená Řečice im Osten, Rovná im Südosten, Mašovice, Bořetice und Vítovice im Süden, Hořepník im Südwesten, Kyjov und U Nerudy im Westen sowie Dobroměřice und Radějov im Nordwesten.

## Geschichte
Die erste urkundliche Erwähnung der Feste Loutkov erfolgte im Jahre 1316 als Besitz des Vladiken Otto von Loutkov. Zu den nachfolgenden Besitzern gehörten ab 1383 Jeník von Mezimostí und ab 1419 Jan von Lotkov. Nach dessen Hinrichtung im Jahre 1421 fiel Loutkov seiner Witwe Marta von Březí zu. 1431 wurde ihr zweiter Ehemann Johann von Kralowitz Besitzer der Herrschaft Loutkov, zu der auch eine Hälfte des Städtchens Hořepník gehörte. Kralowitz kaufte noch die Herrschaft Hořepník mit der Burg Konipas und der anderen Hälfte von Hořepník hinzu und vereinigte beide Herrschaften. Zugleich erwarb er auch das Städtchen Čechtice und das Dorf Struhařov.
In der Mitte des 15. Jahrhunderts fielen die Festen Konipas und Čechtice wüst, die Feste Loutkov bildete den Sitz der Herrschaft. Johann von Kralowitz war 1442 Burggraf auf der Prager Burg, er hielt sich aber oft auf seinem Gütern auf.
1451 erhielt Jan Sádlo von Smilkov den Besitz von seiner Mutter, der Witwe des Johann von Kralowitz, überschrieben. Nach dessen Tode wurde Besitz unter Verwandten aufgeteilt und Hořepník 1465 an die Burg Kámen angeschlossen. 1479 erwarb Jan von Vojslavice auf Kámen auch Loutkov. Zu den nachfolgenden Besitzern gehörte ab 1523 Nikolaus von Leskovec. Er besaß seit 1520 bereits Hořepník und vereinte Loutkov wieder mit Hořepník zu einer Herrschaft. 1534 erwarb Hynek Žampach von Potštejn Hořepník und Loutkov. Zwischen 1544 und 1548 gehörte die Herrschaft Bedřich Černčický von Kácov, der mit Hyneks Schwester Žofka verheiratet war. Anschließend besaßen Heinrich Kekulé von Stradonitz und seine Söhne Wenzel und Adam die Herrschaft. Von 1578 bis 1639 folgten die Španovský von Lisov, danach die Familie Račín von Račín. Zu Zeiten von Johanna Franziska Račínová von Lažan umfasste das Gut Loutkov im Jahre 1651 die Dörfer Arneštovice, Radějov und Lesná mit 362 Untertanen. Zwischen 1669 und 1757 waren die Grafen Martinic Besitzer der Herrschaft. 1730 zerstörte ein Großbrand das Dorf und Schloss Loutkov. Die Ruinen der alten Feste wurden zum Bau einer Weinbrennerei verwendet. Der Sitz der Herrschaft wurde ins Herrenhaus von Hořepník verlegt.
1757 verkaufte Josef Graf Martinic die Herrschaft Loutkov-Hořepník an die Kongregation des Hl. Ludwig von Montfort in Prag. Nach den Josephinischen Reformen erfolgte 1777 der Zusammenschluss mit dem Welschen Spital in Prag. 1791 erwarb Wenzel Bechin, Ritter von Lazan die Herrschaft. Weitere Besitzer waren ab 1804 Josef Erben, ab 1807 Anton Ritter von Petz, ab 1813 Ignaz Löffelmann, ab 1820 Anton Rombald und ab 1836 Josef Pistorius. Nach der Ablösung der Patrimonialherrschaften bildete Loutkov ab 1850 einen Ortsteil der Stadt Hořepník in der Bezirkshauptmannschaft Pelhřimov. 1911 fusionierten Hořepník und Loutkov zu einer Einheit.